# Josef Binder
Mons. Josef Binder (12. srpna 1847 Číměř – 8. října 1911, Praha) byl český římskokatolický kněz německého původu a kanovník Metropolitní kapituly u sv. Víta v Praze.

## Život
Narodil se 12. srpna 1847 v Číměři. Po studiu teologie byl v Praze dne 14. července 1872 vysvěcen na kněze. Začal působit jako kooperátor farnosti Tři Sekery a také Lomnice[nepřesný odkaz]. V letech 1876–1882 byl farářem v Aši. Působil také jako kooperátor farnosti svatého Ducha v Praze a vicerektor arcibiskupského kněžského semináře.
Dne 22. prosince 1896 byl zvolen kanovníkem metropolitní kapituly pro cathedra germanica a 28. března 1897 byl instalován. Mezi funkce, které zastával jako kanovník, patřilo dále: canonicus senior (1904), canonicus cantor (1906) a canonicus custos (1907). Dne 7. dubna 1897 se stal radou arcibiskupské konzistoře. Roku 1905 mu papež Pius X. udělil titul preláta Jeho svatosti. Kostelu svatého Jiljí v rodné Číměři věnoval v roce 1907 zvon Josef.
Zemřel 8. října 1911 v Praze a pohřben byl na břevnovském hřbitově.

## Dílo
- Heimatskunde des Markets Schamers in Böhmen (Prag 1908).